# Ras el hanout

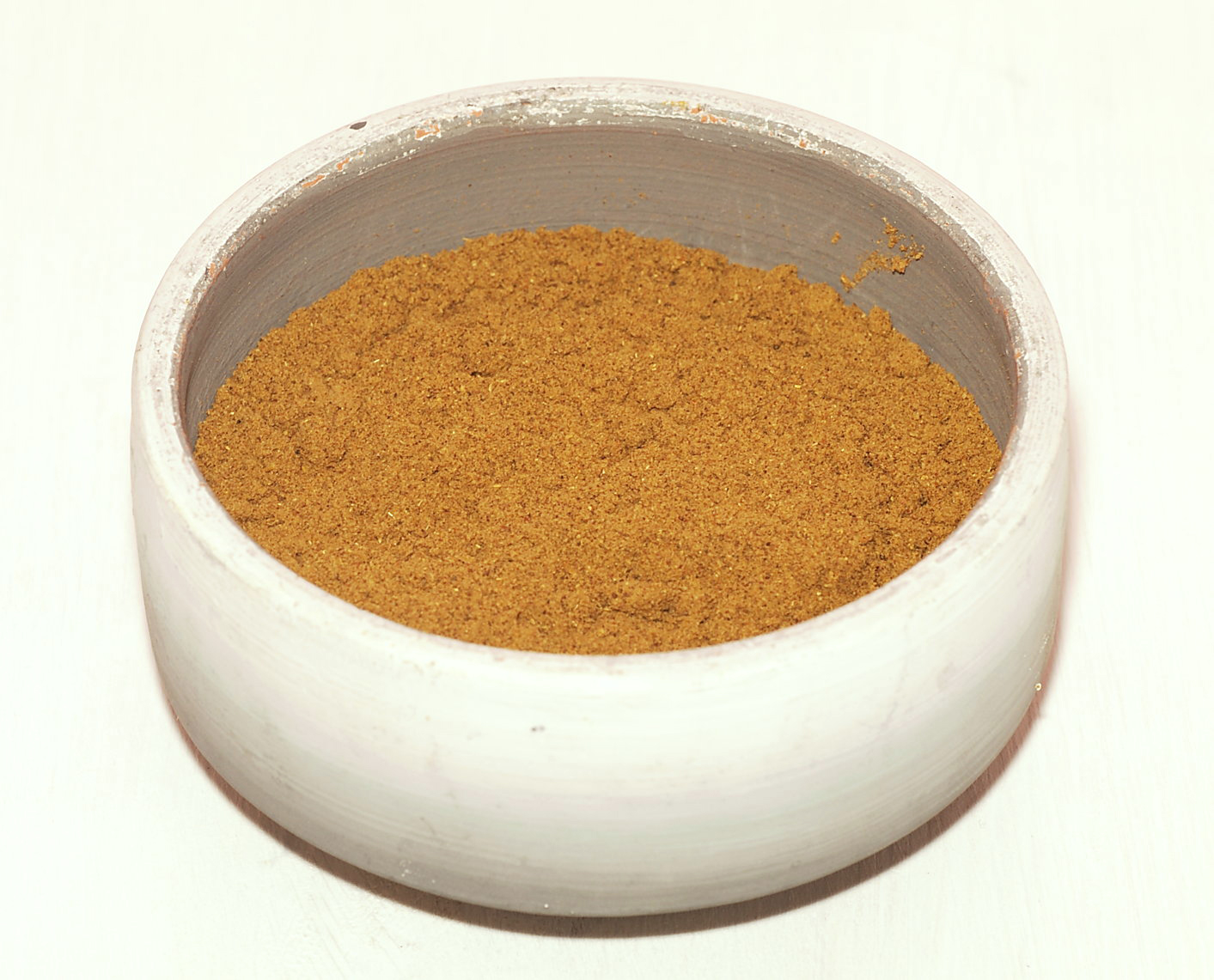
Ras el hanout

Ras el hanout (Râs al hânout, Arabisch: رأس الحانوت) is een Marokkaans kruidenmengsel van soms twintig of meer specerijen. Vergelijkbare kruidenmengsels worden ook gebruikt in Algerije, Tunesië en andere landen in Noord-Afrika en het Midden-Oosten. Het mengsel heeft een bruine kleur en ruikt heel sterk.

## Samenstelling en gebruik
Gangbare ingrediënten zijn piment, bosbessen, kardemom, kaneel, kruidnagel, staartpeper, galangawortel, gember, foelie, nigella, nootmuskaat, zwarte peper en gemalen kurkuma. Doorgaans worden deze geroosterd en daarna samen fijngemalen. Varianten die in supermarkten worden aangeboden bevatten vaak niet meer dan zes tot tien kruiden. Het traditionele recept bestaat echter uit 24 tot 27 kruiden, sommige recepten gebruiken bijna veertig kruiden. Afhankelijk van het gerecht bestaan er drie gangbare mengsels: l'msagna, lamrouzia en monuza.
Het kruidenmengsel wordt vooral gebruikt bij stoofschotels in de tajine, zoals van wild, lamsvlees, kip, couscous en rijst.

## Etymologie
Râs al hânout betekent letterlijk "het hoofd van de winkel": râs (رأس) betekent "hoofd", hanout (حانوت) betekent "winkel", terwijl de gehele term een idafa is, een genitief, zoals die ook in verouderd Nederlands bestaat. Bijvoorbeeld in "Heer des huizes", dit is de heer die aan het hoofd van het huis staat. Men kan ras el hanout daarom het beste vertalen als "het beste van de winkel". Het is het "hoofdkruid" van de winkel, dat wil zeggen het belangrijkste en beste dat de handelaar te bieden heeft. De Nederlandse spelling is volgens het Van Dale Groot woordenboek van de Nederlandse taal (editie 2009) ras el hanout.